# پودگورنی (باشقیرستان)
پودگورنی (انگلیسی: Podgorny, Republic of Bashkortostan) یک شهرک در شهرستان ایشیمبایسکی استان باشقیرستان کشور روسیه است.